# Ophiopogon
Ophiopogon es un género de plantas herbáceas perennes perteneciente a la familia Asparagaceae, anteriormente clasificada en Liliaceae. 

## Descripción
Ellos crecen de pequeños rizomas de donde salen los penachos de hojas de donde emergen las flores en unos racimos sobre pequeños tallos sobre las hojas. 

## Distribución
Tiene unas 65 especies, nativo de las regiones templadas a tropicales del este, sudeste y sur de Asia. 

## Taxonomía
El género fue descrito por John Bellenden Ker Gawler  y publicado en Botanical Magazine 27: , pl. 1063. 1807[1807].
Etimología
Ophiopogon nombre genérico que deriva del griego ophis, "serpiente", y pogon, "barba", más probablemente refiriéndose a sus hojas.

## Especies seleccionadas
| - Ophiopogon albimarginatus - Ophiopogon amblyphyllus - Ophiopogon angustifoliatus - Ophiopogon bockianus - Ophiopogon bodinieri - Ophiopogon chingii - Ophiopogon clarkei - Ophiopogon clavatus - Ophiopogon corifolius - Ophiopogon dracaenoides - Ophiopogon filipes - Ophiopogon fooningensis - Ophiopogon grandis - Ophiopogon heterandrus - Ophiopogon hongjiangensis - Ophiopogon intermedius - Ophiopogon jaburan - Ophiopogon japonicus - Ophiopogon jiangchengensis - Ophiopogon latifolius - Ophiopogon lushuiensis - Ophiopogon mairei - Ophiopogon marmoratus - Ophiopogon megalanthus - Ophiopogon menglianensis | - Ophiopogon motouensis - Ophiopogon multiflorus - Ophiopogon ogisui - Ophiopogon paniculatus - Ophiopogon peliosanthoides - Ophiopogon pingbienensis - Ophiopogon planiscapus - Ophiopogon platyphyllus - Ophiopogon pseudotonkinensis - Ophiopogon reptans - Ophiopogon reversus - Ophiopogon revolutus - Ophiopogon sarmentosus - Ophiopogon sinensis - Ophiopogon sparsiflorus - Ophiopogon stenophyllus - Ophiopogon sylvicola - Ophiopogon szechuanensis - Ophiopogon tienensis - Ophiopogon tonkinensis - Ophiopogon tsaii - Ophiopogon umbraticola - Ophiopogon xylorrhizus - Ophiopogon yunnanensis - Ophiopogon zingiberaceus |